# Maspie-Lalonquère-Juillacq
Maspie-Lalonquère-Juillacq är en kommun i departementet Pyrénées-Atlantiques i regionen Nouvelle-Aquitaine i sydvästra Frankrike. Kommunen ligger i kantonen Lembeye som tillhör arrondissementet Pau. År 2022 hade Maspie-Lalonquère-Juillacq 238 invånare.

## Befolkningsutveckling
Antalet invånare i kommunen Maspie-Lalonquère-Juillacq
| Referens: INSEE |